# Država in revolucija
Delo Država in revolucija. Marksistični nauk o državi in naloge proletariata v revoluciji (rusko Государство и революция. Учение марксизма о государстве и задачи пролетариата в революции, Gosudarstvo i revoljucija. Učenie marksizma o gosudarstve i zadači proletariata v revoljucii), ki ga je Vladimir Lenin napisal leta 1917, med rusko revolucijo.
Esej vsebuje tri večje teme. Prva tema je polemika tako proti reformistom kot anarhistom glede vloge države v razrednem boju. Druga tema je poskus poljudne predstavitve marksistične teorije države ter njene vloge v razrednem boju. Tretja tema je obrazložitev, kakšno vlogo bo igrala država v bodoči komunistični revoluciji; v tem kontekstu Lenin tudi obrazloži in nadalje razvija koncepta odmiranja države ter nizke in višje stopnje komunizma, istočasno pa poudarja, da proletariat ne more zgolj prevzeti starih državnih struktur, ampak jih mora radikalno preobraziti, da ustrezajo njegovim namenom (z drugačnimi besedami: da vzpostavi diktaturo proletariata).
Nadalje je pri samem delu treba še upoštevati časovni kontekst, v katerem je bilo napisano; natančneje, med avgustom in septembrom leta 1917. To je obdobje po februarski revoluciji in mandata začasne vlade, ki je v februarski revoluciji odstavila carja Nikolaja II. Lenin je začasni vladi nasprotoval že v Aprilskih tezah, kjer je postavil stališče, da morata delavski razred in kmetje pod vodstvom boljševikov prevzeti oblast in vzpostaviti diktaturo proletariata. Delo »Država in revolucija« je imelo tako tudi praktičen vidik; naslavljalo je vprašanje, kaj storiti po prevzemu oblasti (kar se je z oktobrsko revolucijo tudi zgodilo).

## Povzetek dela

### Polemika nasproti reformistom in anarhistom
V zadnjem delu Države in revolucije Lenin neposredno naslavlja polemiko med marksističnim pojmovanjem države na eni strani ter reformističnim (te v delu imenuje tudi oportunisti; kot primer navaja nemškega socialdemokrata Karla Kautskija) in anarhističnim pojmovanjem na drugi strani. 
Pri reformistični strani izpostavlja, da priznavanje obstoja razredne družbe ter razrednega boja, ki iz nje izhaja, še ni zadosten pogoj za marksizem. Marksizma od vseh različic utopičnega socializma ne razlikuje opazka, da razredni konflikt obstaja, temveč odgovor na vprašanje, ali je ta konflikt razrešljiv v okviru kapitalizma. 
Utopični socializem (z izjemo reakcionarnega utopičnega socializma) odgovori pritrdilno; buržoazni utopični socializem enostavno enači interese buržoazije z interesi celotne družbe (torej vključno z interesi proletariata), medtem ko kritično-utopični socializem zavzame stališče, da bodo njegovi ukrepi koristili vsem, torej tako buržoaziji kot proletariatu. 
Marksizem zavzame nasprotno pozicijo. Postavlja trditev, da razredni boj med buržoazijo in proletariatom ni razrešljiv v okviru kapitalizma, saj ta razredni konflikt izhaja iz temeljnih mehanizmov kapitalistične produkcije. Izhaja iz buržoaznega monopola nad produkcijskimi sredstvi, iz česar izhaja tudi njeno prisvajanje družbenega bogastva. To omogoča buržoaziji (s prilaščanjem presežne vrednosti), da bogati na račun proletariata. Brez tega izkoriščanja kapitalistična produkcija ne more delovati; brez presežne vrednosti profit ne more obstajati, ravno profit pa je prvi in glavni cilj cirkulacije kapitala.
Izkoriščanje, ki izhaja iz buržoaznega monopola nad družbeno produkcijo, je tako osnovni element kapitalističnega načina produkcije. Ker iz tega izhaja tudi razredni boj kot boj za nadzor nad ustvarjenim družbenim bogastvom, iz tega tudi sledi, da razrednega boja ni možno trajno pomiriti v okviru kapitalističnih produkcijskih (in s tem tudi lastninskih) odnosov. 
To je tudi glavni očitek Lenina reformizmu; da priznavanje razrednega boja ne zadostuje, ampak se je potrebno tudi razjasniti, ali je ta boj pomirljiv v okviru kapitalizma. Reformisti, ki podajo pritrdilni odgovor, vidijo državo kot sredstvo, ki brzda opisani razredni boj in ga, v optimističnem primeru, uspe trajno umiriti. Reformisti državo torej vidijo kot zadovoljiv in konstruktiven način pomiritve razrednih nasprotij. Lenin takšni poziciji nasprotuje; zakaj, bo obrazloženo v nadaljevanju.
Anarhiste, kot na primer Plehanova, Lenin sicer pohvali (glede na pozicije reformistov), da poudarjajo nepomirljivost razrednega boja ter stališča, da država ni na strani proletariata, ampak buržoazije. Nadalje se Lenin strinja z anarhisti, da je državo potrebno odpraviti; kritizira jih pri vprašanju, kako to storiti. Anarhisti zavzemajo stališče, da mora revolucija takoj odpraviti državo. Lenin temu oporeka s stališčem, da proletarska revolucija še potrebuje državo, da izvaja svojo oblast; poleg uvedbe novega družbenega reda (vključno z načinom produkcije) sem spada tudi zatiranje kontrarevolucionarnega upora, ki je nujno za preživetje revolucionarne oblasti. Anarhistični trditvi, daje treba državo odpraviti, nasprotuje, da te ni možno odpraviti z enim zamahom, ampak da lahko le odmre, ko ni več potrebna za varovanje delavske oblasti.

### Teorija države
Lenin države v delu ne obravnava kot nad-zgodovinski pojav, torej kot nekaj, kar je vedno obstajalo. Nadalje države ne enači z vsakršnim kolektivnim delovanjem in organizacijo. Nasprotno državo definira v njenem odnosu glede na konflikte, ki izhajajo iz razredne družbe.
Naloga države je poskrbeti, da protislovja razredne družbe te ne bodo zrušila, da se, drugače rečeno, ohranja obstoječi, razredni družbeni red. Njena naloga je torej, da brzda razredni boj, da ta ne doseže revolucionarnih razsežnosti, ki bi ogrožale produkcijske odnose, ki bi, drugače rečeno, ogrozile vladajoči razred. To lahko doseže bodisi z represijo (policijski režimi in vojaške diktature), bodisi s kombinacijo ideološkega bojevanja in pristanka na reformistične kompromise (kot je značilno za socialno demokracijo); drugi pristop pa je možen le, dokler revolucija ni realna grožnja. Če je ta pogoj izpolnjen, se tudi demokratični režimi ne bojijo poseči po represivnih sredstvih in terorju, da ohranjajo položaj buržoazije.
Iz obstoja države, ki mora miriti razredna nasprotja, torej preprečiti eskalacijo v revolucijo, Lenin izpelje tri pomembne sklepe. Prvič: da razredni boj ni stvar individualnih in slučajnih sporov, ampak govorimo o konfliktu sistemskih razsežnosti. Drugič: da se ti boji ne morejo sami pomiriti (s takšnim ali drugačnim izidom), ampak mora vanje poseči država. Tretjič: da ravno zato, ker ne izhajajo iz individualnih sporov, ampak iz temeljnih značilnosti družbenih produkcijskih odnosov, brez katerih slednji ne morejo obstajati, tudi ne morejo biti dokončno razrešeni znotraj teh odnosov. 
Drugače: razredni konflikt med proletariatom in buržoazijo v okviru kapitalizma ne more biti razrešen, ker brez tega konflikta kapitalizem ne more obstajati. Isto velja za boj med fevdalcem in tlačanom ter sužnjem in sužnjelastnikom. Ravno zato, ker so vsi razredni odnosi izkoriščevalski, ker si manjšina z monopolom nad produkcijo podredi večino, ki so producenti, iz razredne družbe sledi razredni boj; država se pojavi kot sila, ki reši razredno družbo pred njeno lastno destruktivnostjo, da pa to lahko stori, pa mora včasih tudi poteptati neposredne in kratkoročne interese vladajočega razreda (kot na primer s sprejetjem reformističnih ukrepov). Država tako izhaja iz razredne družbe, istočasno pa je nad njo v smislu, da se ubada z reprodukcijo razredne družbe kot take.
Lenin tako postavi, da država kot sila, ki izhaja iz razredne družbe in slednjo brzda, do komunistične revolucije ni nevtralna, ampak si jo bo prizadevala zatreti. Iz tega zaključi dvoje. Prvič: da država ni sila, ki bi pomagala pri dokončni razrešitvi razrednega boja, da se bo torej morala revolucija boriti tudi proti državi. Drugič: ko bodo odpravljeni sistematski družbeni mehanizmi izkoriščanja, bo odpravljena tudi država. S tem, ko bo odpravljen vir sistematičnih družbenih konfliktov, bo odpravljena tudi potreba po sili, ki te konflikte nadzoruje z zatiranjem. Drugače: Lenin zaključi, da odprava razredne družbe pomeni tudi odprava države. 

### Država in revolucija
Navkljub zaključkom marksistične teorije države, da odprava razredne družbe pomeni tudi odpravo države, pa Lenin ne zavzame stališča, da je državo treba odpraviti takoj po strmoglavljenju buržoaznega režima. Nasprotno. Izpostavlja, da je obstoj države nujen za preživetje revolucije. Pri tem pa razvije tri pomembne koncepte. 
Prvi je vprašanje, ali lahko revolucija enostavno prevzame stare državne strukture in jih uporabi sebi v prid. Leninov odgovor na vprašanje je odklonilen. Buržoazne (ali fevdalne) države zmagoviti proletariat ne more zgolj prevzeti in uporabiti, ampak mora radikalno preobraziti, da njeni mehanizmi delovanja ustrezajo ciljem in zahtevam bodočega družbenega reda (komunizma). Z drugimi besedami: komunistična revolucija mora državo razredne družbe nadomestiti z diktaturo proletariata. Ta sprememba zadeva vsa področja države. Vojska, na primer, ne more preživeti revolucije nedotaknjena; njena hierarhija mora propasti, sama vojska pa mora biti iztrgana iz rok buržoazije. Nadalje je Lenin kritičen do delitve oblasti, za katero meni, da je le površinska, dokler glavno poslanstvo države ostaja ohranjanje buržoazne oblasti nad proletariatom. Glede same birokracije Lenin poda tri zahteve: vsi državni uradniki so voljeni, prejemajo povprečno delavsko mezdo in so vsak trenutek odstavljivi.
Drugi pomemben koncept, ki ga Lenin dopolni, je koncept odmiranje države. V tem se Lenin razlikuje od anarhistom, ki jim oporeka, da države ni možno nenadno odpraviti, ampak da lahko ta le odmre. Lenin izpostavi, da se revolucija ne zaključi s strmoglavljenjem buržoazne oblasti, ampak da mora na novo vzpostavljeno proletarsko oblast zaščiti pred povratnim udarcem kontrarevolucije. Tega pa brez države kot sile, ki zatira grožnje obstoječemu družbenemu redu, v tem primeru proletarski oblasti, ni možno storiti. To je prvi del odmiranja države; potreba po njenem obstoju po strmoglavljenju starega družbenega reda.
Drugi del odmiranja države obrazloži njeno odmiranje. Kontrarevolucionarni odpor ni večen. V začetnih obdobjih revolucije obstaja, ker starega družbenega reda ni možno odpraviti čez noč. S tem ima kontrarevolucija tudi materialno podlago za delovanje; pomanjkljivosti, ki izhajajo iz ostankov starega reda, pripisuje neuspehom nove družbe. A z razvojem revolucije ta materialna podlaga trohni. Kontrarevolucija izgubi vsakršno ideološko strelivo proti revoluciji; postane marginalna, ni več resna grožnja komunizma. S tem, ko grožnja kontrarevolucija slabi, peha tudi potreba po državi, ki jo nadzira in zatira. Potreba po železni roki nad sovražniki revolucije slabi, saj ti izgubljajo vsakršno družbeno relevantnosti; postanejo izolirani posamezniki, popolnoma ločeni od družbenega življenja.
Lenin koncept odmiranja države ni povsem na novo zasnoval, ampak je dopolnil Engelsovo obrazložitev vloge diktature proletariata v revoluciji, kot jo je podal v Anti-Dühringu.
Tretji pomemben koncept je razlikovanje med nižjo in višjo stopnjo komunizma. To razlikovanje izhaja iz stališča, da razredne družbe ni možno odpraviti čez noč, da bodo v prvotnih obdobjih gradnje novega družbenega reda obstajali še ostanki stare družbe. Tako kot odmiranje države Lenin tega ni postavil povsem na novo; podobno opazko je za obdobje, ki ga je Lenin označil za nižjo stopnjo komunizma, podal že Marx v Kritiki gothskega programa:
»Družba, s katero imamo tu opraviti, je komunistična družba, ki se ni razvila na lastnih temeljih, temveč se, narobe, šele poraja iz kapitalistične družbe, ki se je torej v vseh pogledih, ekonomsko, moralno in duhovno, še drže materina znamenja stare družbe, iz neder katere izhaja.«
Višja stopnja komunizma je dosežena, ko so sleherni ostanki starih razrednih družb dokončno odpravljeni. Nižja stopnja komunizma tako ni mišljena kot zadovoljivo stanje, ampak le kot faza tranzicije iz razredne družbe v komunizem (brezrazredno in brez-državno družbo). Nižjo stopnjo komunizma lahko tako grobo enačimo s socializmom.
Nižja stopnja komunizma je eden izmed pomembnejših razlogov, zakaj država ne more biti odpravljena, ampak lahko le odmre. V tej stopnji namreč kontrarevolucija še ni povsem izčrpala svoje materialne podlage. Še vedno namreč obstajajo ostanki razredne družbe, ki jih lahko kontrarevolucija uporabi sebi v prid, kot je opisano pod odmiranjem države.